# Форт Блис (Тексас)
Форт Блис (енгл. Fort Bliss) насељено је место без административног статуса у америчкој савезној држави Тексас.

## Демографија
По попису из 2010. године број становника је 8.591, што је 327 (4,0%) становника више него 2000. године.
| Група             | 2000.         | 2010.         |
| Белци             | 4.149 (50,2%) | 5.227 (60,8%) |
| Афроамериканци    | 2.075 (25,1%) | 1.245 (14,5%) |
| Азијати           | 194 (2,3%)    | 208 (2,4%)    |
| Хиспаноамериканци | 1.596 (19,3%) | 1.573 (18,3%) |
| Укупно            | 8.264         | 8.591         |